# 臣智
臣智（しんち、朝鮮語: 신지）は、三韓の官名である。秦支または、踧支とも呼ばれた。『魏志』の弁辰條によれば「各有渠帥 大者名臣智 其次有儉側 次有樊濊 次有殺奚 次有邑借」と書かれていて、三韓国内の諸小国の政治的支配者の称号の一つである。臣は秦、辰と共通する音であり、智は治、知と同じように首長または族長を意味する「チ」という土着語を漢字に書き換えたものである。

## 概要
馬韓、弁韓、辰韓の国内は諸小国に分立していたが、それぞれの諸小国には首長がおり、大きな首長を臣智または踧支といい、それに次ぐものを邑借（ゆうしゃく）と呼んだ。
臣智は國邑（朝鮮語: 국읍）に居住し、支配下の小規模集団を統括する政治的支配権をもっていた。